# فرانشيسكو لافيكيا
فرانشيسكو لافيكيا (بالإيطالية: Francesco La Vecchia)‏ قائد أوركسترا إيطالي من مواليد 10 سبتمبر 1954 بروما.
يشغل حاليا منصب مدير فني للمهرجان الدولي للموسيقى السمفونية بالجم إلى غاية دورة 2016.

## روابط خارجية
- فرانشيسكو لافيكيا على موقع ميوزك برينز (الإنجليزية)
- فرانشيسكو لافيكيا على موقع أول ميوزيك (الإنجليزية)
- فرانشيسكو لافيكيا على موقع ديسكوغز (الإنجليزية)